# DisneyMania 5
DisneyMania 5 è il quinto disco della serie DisneyMania, in cui artisti contemporanei cantano brani classici Disney con un ritmo più moderno. L'album è stato messo in commercio il 27 marzo 2007.

## Il disco
DisneyMania 5 contiene canzoni cantate da alcune star di High School Musical, come Vanessa Hudgens, Lucas Grabeel, Ashley Tisdale, Corbin Bleu.

## Tracce
1. Miley Cyrus - "Part of Your World" (La sirenetta) - 2:34
2. Corbin Bleu - "Two Worlds" (Tarzan) - 3:34
3. The Cheetah Girls - "So This Is Love" (Cenerentola) - 3:39
4. Jonas Brothers - "I Wanna Be Like You" (Il libro della giungla) - 2:44
5. Jordan Pruitt - "When She Loved Me" (Toy Story 2) - 3:19
6. Ashley Tisdale - "Kiss the Girl" (La sirenetta) - 3:24
7. T-Squad - "The Second Star to the Right" (Le avventure di Peter Pan) - 2:50
8. Hayden Panettiere - "Cruella de Vil" (La carica dei cento e uno) - 3:15
9. Vanessa Hudgens - "Colors of the Wind" (Pocahontas) - 3:58
10. Lucas Grabeel - "Go the Distance" (Hercules) - 3:48
11. B5 - "The Siamese Cat Song" (Lilli e il vagabondo) - 3:07
12. Everlife - "Reflection" (Mulan) - 3:42
13. The Go-Go's - "Let's Get Together" (Il cowboy con il velo da sposa) - 2:37
14. Keke Palmer - "True to Your Heart" (Mulan) - 3:22
15. Drew Seeley - "Find Yourself" (Cars - Motori ruggenti) - 3:21